# Panna (città)
Panna è una suddivisione dell'India, classificata come municipality, di 45.666 abitanti, capoluogo del distretto di Panna, nello stato federato del Madhya Pradesh. In base al numero di abitanti la città rientra nella classe III (da 20.000 a 49.999 persone).
Panna era la capitale dello stato principesco di Panna.

## Geografia fisica
La città è situata a 24° 43' 0 N e 80° 12' 0 E e ha un'altitudine di 432 m s.l.m..

## Società

### Evoluzione demografica
Al censimento del 2001 la popolazione di Panna assommava a 45.666 persone, delle quali 24.033 maschi e 21.633 femmine. I bambini di età inferiore o uguale ai sei anni assommavano a 6.284, dei quali 3.382 maschi e 2.902 femmine. Infine, coloro che erano in grado di saper almeno leggere e scrivere erano 33.740, dei quali 19.192 maschi e 14.548 femmine.